# Institut für Arbeitsrecht und Arbeitsbeziehungen in der Europäischen Union
Das Institut für Arbeitsrecht und Arbeitsbeziehungen in der Europäischen Union (IAAEU) ist ein interdisziplinäres Forschungsinstitut in Deutschland und verbindet die Analyse von arbeitsmarktökonomischen und arbeitsrechtlichen Fragestellungen.

## Geschichte
Am 1. Oktober 1983 wurde das Institut für Arbeitsrecht und Arbeitsbeziehungen in der Europäischen Gemeinschaft (IAAEG) mit Sitz im Schloss Quint in Trier von Rolf Birk gegründet. Ziel war die Ermöglichung einer ganzheitlichen Betrachtung von Arbeitsbeziehungen und Arbeitsrecht durch ein interdisziplinäres Forscherteam, das wirtschafts- und rechtswissenschaftliche Ansätze vereint. 1988 formierte sich neben der bereits bestehenden juristischen Arbeitsgruppe eine wirtschaftswissenschaftliche Arbeitsgruppe unter der Direktion von Dieter Sadowski. 1985 schloss sich das Institut als eigenständige, wissenschaftliche Einrichtung der Universität Trier an und verlegte 2003 seine Räumlichkeiten auf deren Campus II. 2013 wurde es in Institut für Arbeitsrecht und Arbeitsbeziehungen in der Europäischen Union (IAAEU) umbenannt.

## Forschung
Das IAAEU betreibt Forschung an der Schnittstelle von europäischem und nationalem Arbeitsrecht und der ökonomischen Analyse von Arbeitsbeziehungen. Im Fokus steht dabei die Fragmentierung der Arbeitswelt, der Wandel von Arbeitsbeziehungen, Mobilität der Arbeitskräfte und Aspekte des Sozialstaates. Entsprechend dem fachübergreifenden wissenschaftlichen Ansatz besteht das Direktorium aus zwei Professoren, die die juristische und ökonomische Perspektive in der Forschung repräsentieren. Im Wissenschaftlerstab ist zudem eine Juniorprofessur für die Ökonomische Analyse des Rechts vertreten. Durch dieses interdisziplinäre Forschungsprofil schließt das IAAEU eine Lücke in der deutschen Forschungslandschaft.
Neben der regelmäßigen Publikation der Forschungsergebnisse in internationalen Fachzeitschriften, Sammelwerken und Monographien gibt das Institut eine Reihe weiterer Veröffentlichungen heraus. Dazu gehören die Diskussionsreihe "IAAEU Discussion Paper Series in Economics" (früher: Quintessenzen), die Schriftenreihe "Studien zum ausländischen, vergleichenden und internationalen Arbeitsrecht" im Nomos-Verlag und der Newsletter "Arbeitsrecht aktuell", dessen Betreuung 2011 vom IAAEU übernommen wurde. Dem grenzüberschreitenden wissenschaftlichen Austausch dienen regelmäßige Veranstaltungen, etwa im Rahmen der Vortragsreihe "Ökonomisches Kolloquium am IAAEU" oder der gemeinsam mit dem Hugo Sinzheimer Institut für Arbeitsrecht (HSI) organisierten Veranstaltungsreihe "International Labour Standards".

## Bibliothek und Europadatenbank
Die Bibliothek des IAAEU besitzt mit über 80.000 Bänden sowie elektronischen Medien eine in Europa einzigartige Spezialsammlung zum internationalen und nationalen Arbeitsrecht aller Mitgliedstaaten der EU sowie zu Arbeitsbeziehungen, Arbeitsmarktökonomik, Personalökonomik und Personalwesen der EU und in den USA. Die Bibliothek ist öffentlich zugänglich und ermöglicht mit ihrem Präsenzbestand, darunter 340 laufenden Zeitschriften aus 25 Ländern, davon 54 in Alleinbesitz vergleichende Studien.
Eine besondere Erweiterung der Recherchemöglichkeiten bietet die vom IAAEU bereitgestellte "Europadatenbank", ein umfangreiches Fundstellenverzeichnis für arbeitsrechtliche Aufsatzliteratur und Gerichtsentscheidungen in den Mitgliedsstaaten der EU sowie ausgewählten Drittstaaten. Die Datenbank besteht seit 1997 und ist in deutscher, englischer und französischer Sprache abrufbar.